# Friedrich Golling
Friedrich Golling, avstrijski sabljač, * 1883, † 1974.
Na olimpijskih igrah v Stockholmu leta 1912 je kot član avstrijske sabljaške reprezentance osvojil srebrno olimpijsko medaljo.